# Анісето Арсе
Анісето Арсе Руїс (1824—1906) — болівійський політичний діяч, президент країни з 1888 до 1892 року. Його ім'ям названо провінцію в департаменті Тариха.

## Біографія
Арсе народився в місті Тариха, проте навчався та більшу частину свого життя провів у Сукре.
Був засновником Консервативної партії, яка стала основною силою в Конгресі 1880 року, коли було усунуто від влади Іларіона Даса, а також відігравала значну роль у розробці нової конституції. Окрім того, він погодився зайняти пост віце-президента в кабінеті Нарсісо Камперо у визначний для країни момент національного будівництва (1880—1884).
Однак про-чилійська позиція віце-президента Арсе призвела до того, що Камперо 1881 року звинуватив його в державній зраді, й Арсе був змушений залишити країну. Зрештою, ім'я Арсе було очищено, й він повернувся на батьківщину. У травні 1884 року він став кандидатом на президентських виборах від Консервативної партії, але поступився Грегоріо Пачеко, який пізніше уклав з Арсе угоду, відповідно до якої перший зобов'язався надати Арсе підтримку на наступних президентських виборах. Натомість Арсе знову зайняв пост віце-президента.
Як і було узгоджено, Пачеко підтримав Арсе на виборах 1888 року, які останній виграв. За часів його правління було завершено будівництво першої внутрішньої залізничної лінії (від чилійського кордону до департаменту Оруро), електрифіковано багато болівійських міст. Він також ухвалив низку сучасних банківських та інвестиційних законів. Разом із тим, він стикався з численними ліберальними заворушеннями, але йому вдалось протистояти їм. Його термін завершився 1892 року, а на зміну йому прийшов інший консерватор, віце-президент в його адміністрації, Маріано Баптіста.
Після цього Анісето Арсе формально пішов з політики, хоча залишився неофіційним радником президентів Баптісти (1882—1886) та Фернандеса-Алонсо (1896—1899). Був насильно втягнутий до політичного життя країни, коли його на рубежі століть почали переслідувати прибічники ліберального уряду, який прийшов до влади в результаті так званої громадянської війни 1899 року. Все це, в тому числі і його вік (80 років), не завадило Арсе балотуватись на пост президента 1904 року. Вибори він програв, зі значним відривом перемогу здобув Ісмаель Монтес. Після цього Арсе повернувся до своїх заміських володінь, де й помер за два роки.